# Chandrabhanu

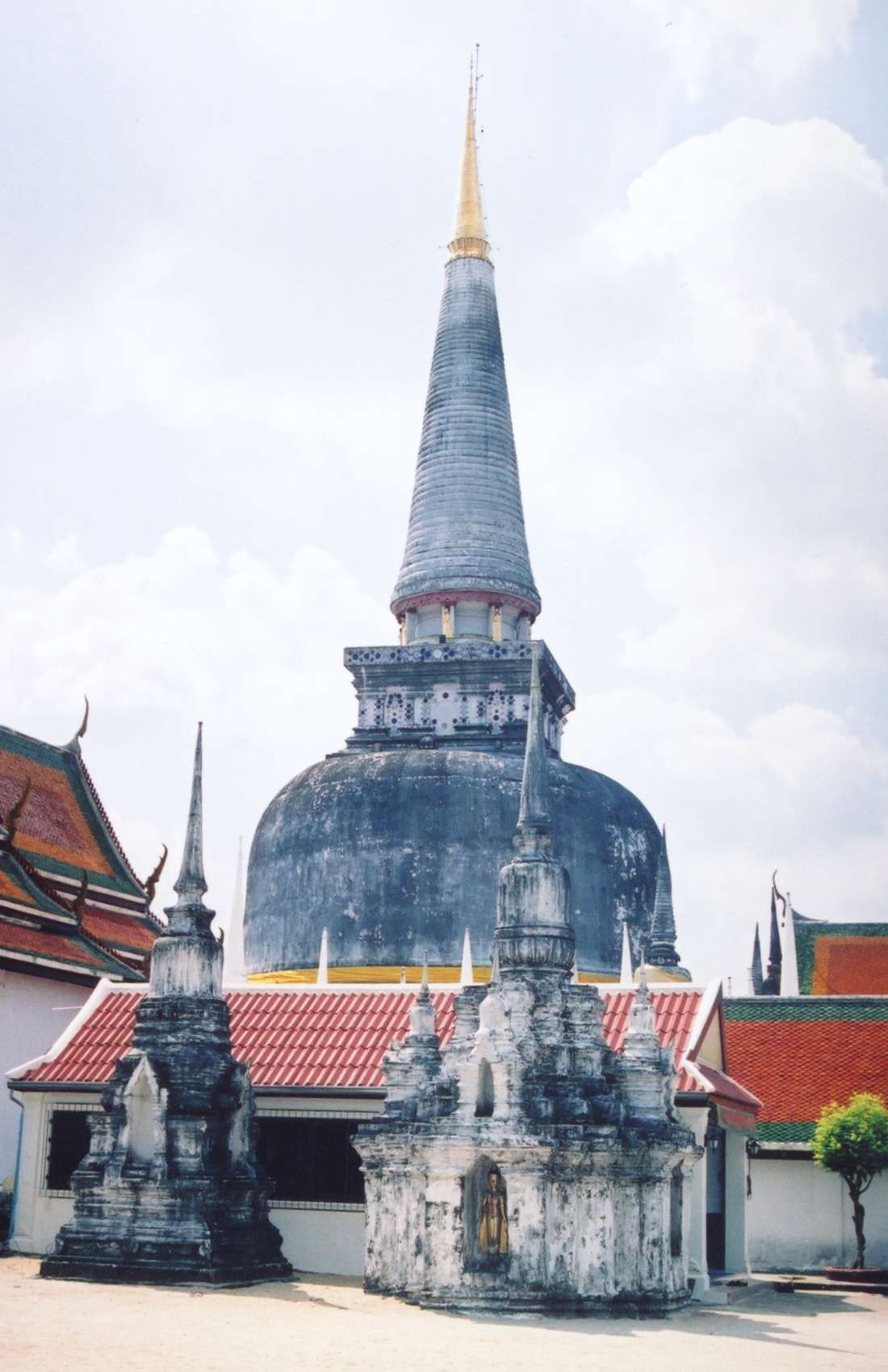
stupa Phrae Boromadhatu

Chandrabhanu (mort 1263) o Chandrabhanu Sridhamaraja era rei de Tambralinga a la Tailàndia actual. Un Javaka, va ser conegut per haver governat de durant el període de 1230 fins 1263. Fou també conegut per construir una coneguda stupa budista a Tailàndia del sud. Va passar més de 30 anys en el seu intent de conquerir Sri Lanka. Fou finalment derrotat per les forces de la dinastia Pandya de Tamil Nadu el 1263 i va ser mort pel germà de l'Emperador indi del sud Jatavarman Sundara Pandya.
El 1247 va enviar una expedició a l'illa ostensiblement per adquirir alguna relíquia budista de l'illa.:184–185 Les seves forces, utilitzant darts amb verí, fou capaç d'ocupar el que fou el regne de Jaffna (la part del nord de l'illa) el 1255. Repetits intents per conquerir la resta de l'illa van seguir. El 1258 les seves forces van fer front a una invasió de l'illa per les forces de la dinastia Pandya manada per Jatavarman Sundara Pandya I, i Chandrabhanu es va sotmetre al govern Pandya, portant el regne de Jaffna sota sobirania de Pandya. De 1262-1264 les forces de Tambralinga, utilitzant soldats Coles i Pandyes manats pel fill de Chandrabhanu, Savakanmaindan, i dos prínceps singalesos, van ser derrotades pels pandyes invasors dirigides per Jatavarman Vira Pandya I. El 1270, Savakanmaindan, que va arribar al tron de Jaffna sota sobirania Pandya, va intentar envair un cop més el sud de l'illa i va ser derrotat decisivament pels Pandyes sota Maravarman Kulasekara Pandya I a finals dels anys 1270. La derrota fou tan completa que el 1290, Tambralinga va ser absorbit pels regnes tailandesos veïns.

## Tambralinga
Segons la inscripció nº 24 trobada al Wat (temple) de Hua-wieng a Chaiya prop de Nakhon Si Thammaraj, Chandrabhanu era un governant de Tambralinga i era de la Patama vamsa (dinastia del lotus). Va començar a regnar el 1230, i va construir el Phrae Boromadhatu un stupa budista a Nakhon Si Thammaraj per a allotjar la relíquia de Buda.

## Primera invasió de Sri Lanka
És esmentat pel Mahawansa, la crònica històrica de Sri Lanka per haver envaït Ceilan el 1247 a la recerca de la relíquia de Buda que era a Sri Lanka. Segons les fonts singaleses, era un cap javaka i un pirata de mar del regne de Tambralinga. Tot i que el rei Parakramabahu II (1236–70) del regne de Dambadeniya el va poder derrotar, Chandrabhanu es va traslladar al nord i va assegurar el tron de jaffna per a ell al voltant de 1255. Jatavarman Sundara Pandya I de l'imperi Pandya a Tamilakkam va intervenir el 1258 i va obligar a Chandrabhanu a sotmetre's a la sobirania Pandya, oferint anualment elefants i joies precioses com a tribut. Un segon intent de Chandrabhanu per envair el sud va incitar al príncep pandya Jatavarman Veera Pandya, germà de l'emperador Jatavarman Sundara Pandya I a intervenir el 1262-1264. Chandrabhanu va morir en batalla. Veera Pandyan va procedir a plantar la bandera Pandya de victòria (amb un brau) al temple de Koneswaram a Konamalai. Savakanmaindan, fill de Chandrabhanu, va heretar el tron del nord tàmil a la mort del seu pare .

## El fill de Chandrabhanu
El fill de Chandrabhanu, Savakanmaindan, es va sotmetre a la sobirania Pandyan i se li va permetre retenir el control del regne de Jaffna mentre Sundara Pandya I restava com a emperador suprem dels Pandya. Marco Polo, descriu l'imperi de Sundara Pandya com el més ric del món, va visitar el regne de Jaffna fins a la badia de Trincomalee, i va descriure el poble sota govern del rei Sendemain com amajoritàriament despullats i alimentats d'arròs i carn. La terra era abundant amb rubís i altres pedres precioses, tot i que per aquesta etapa Savakanmaindan ja havia parat de pagar tributs als Pandyes. Quan Savakamaindan es va embarcar en una invasió del sud, la dinastia Pandyan sota el rei Maravarman Kulasekara Pandya I un altre cop va envair i va derrotat les seves forces a finals dels anys 1270. Tanmateix, per superar el fort poder tàmil de la regió, finalment van instal·lar un dels seus ministres i príncep (a càrrec de la invasió) de nom Kulasekara Cinkaiariyan, un Aryacakravarti, com a rei. En la llengua local tàmil tots els asiàtics del sud-est són coneguts com a javar o javanesos. Hi ha un bon nombre de llocs a la península de Jaffna que mostren a les seves connexions del sud-est asiàtic. Chavakacheri significa un establiment o fort javanès al·ludint al govern de Chandrabhanu en el nord.